# Savigny-en-Septaine
Savigny-en-Septaine település Franciaországban, Cher megyében. Lakosainak száma 710 fő (2022. január 1.). Savigny-en-Septaine Avord, Crosses, Farges-en-Septaine, Nohant-en-Goût, Osmoy és Soye-en-Septaine községekkel határos.

## Népesség
A település népessége az elmúlt években az alábbi módon változott:
| Lakosok száma | 449  | 546  | 570  | 661  | 699  | 697  | 712  | 725  | 729  | 710  |
|               | 1968 | 1982 | 1990 | 2006 | 2013 | 2015 | 2017 | 2019 | 2020 | 2022 |